# Lanta, Haute-Garonne
Lanta là một xã thuộc tỉnh Haute-Garonne trong vùng Occitanie tây nam nước Pháp. Xã này nằm ở khu vực có độ cao trung bình 230 mét trên mực nước biển.

## Đài tưởng niệm

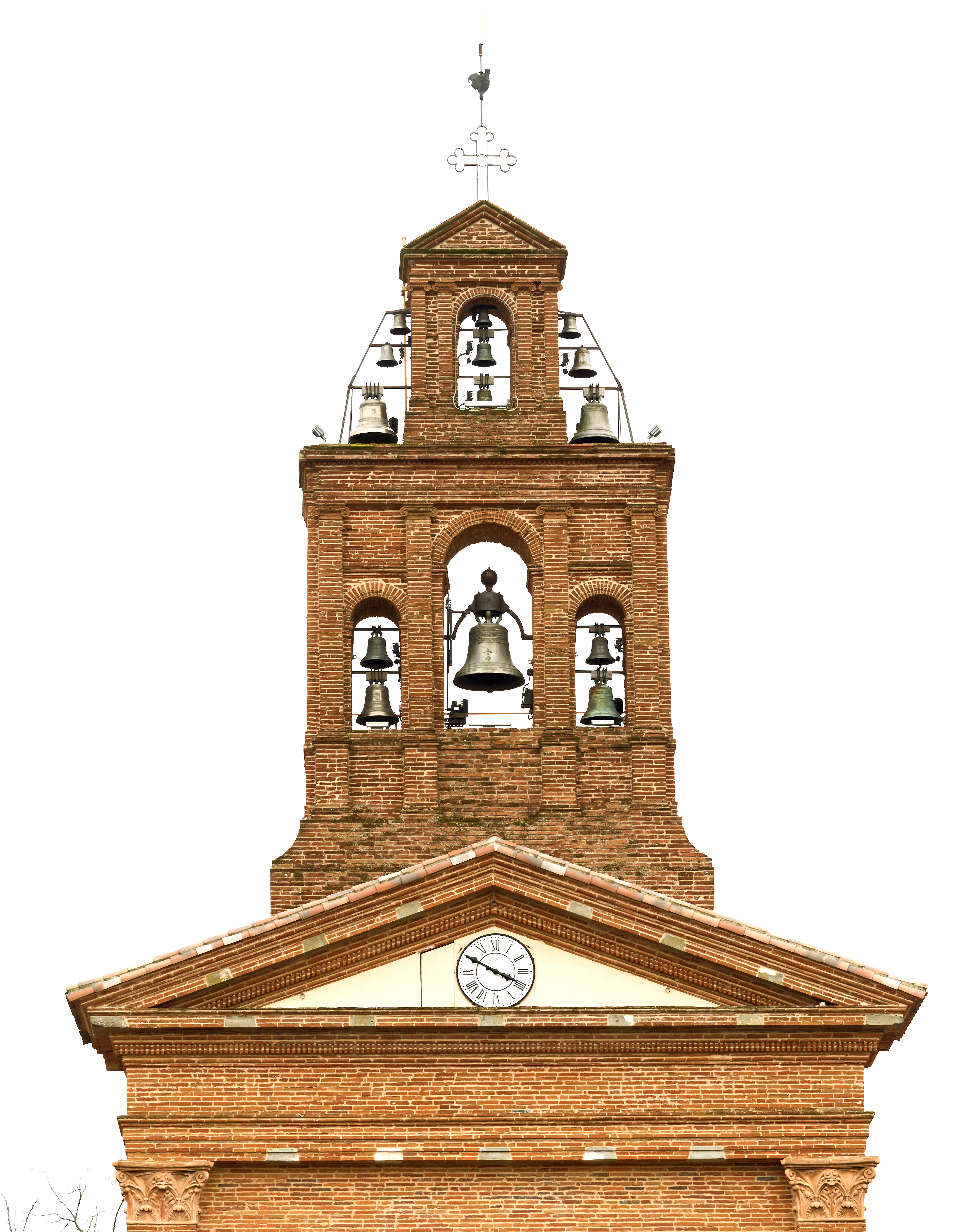
Các tháp chuông.
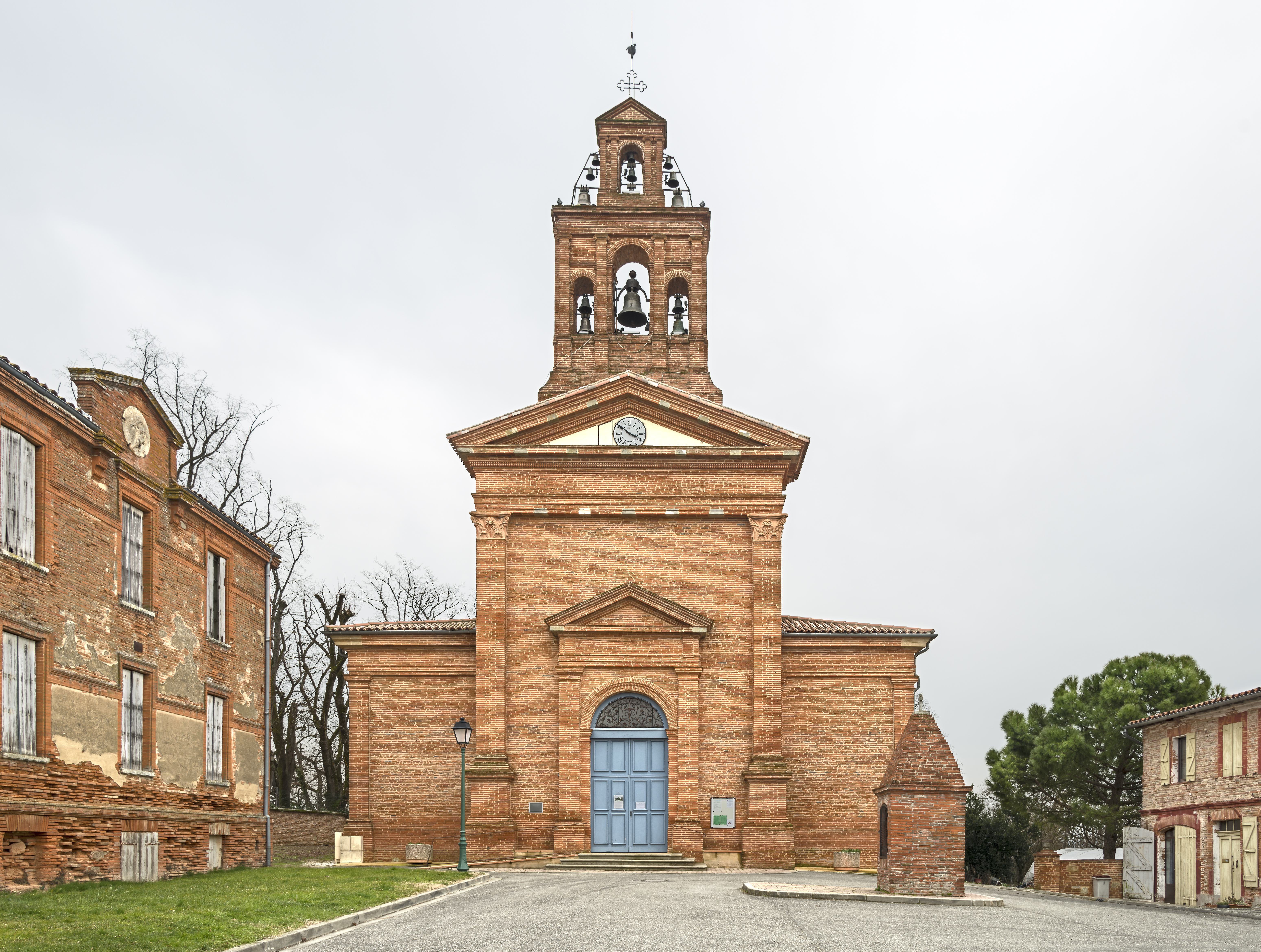
Giáo hội của Đức Mẹ của Lanta.
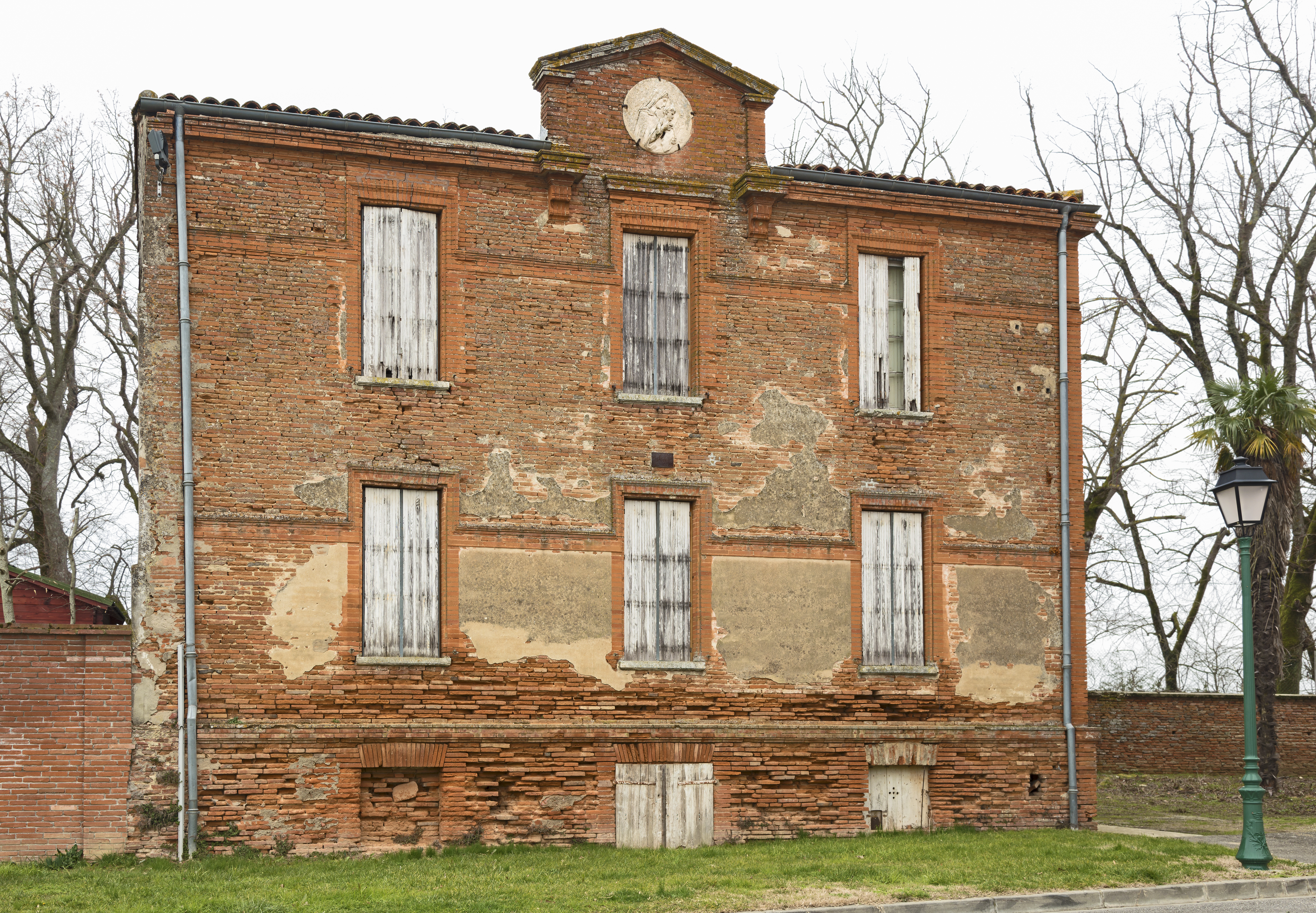
Mặt tiền của nhà xứ cũ.
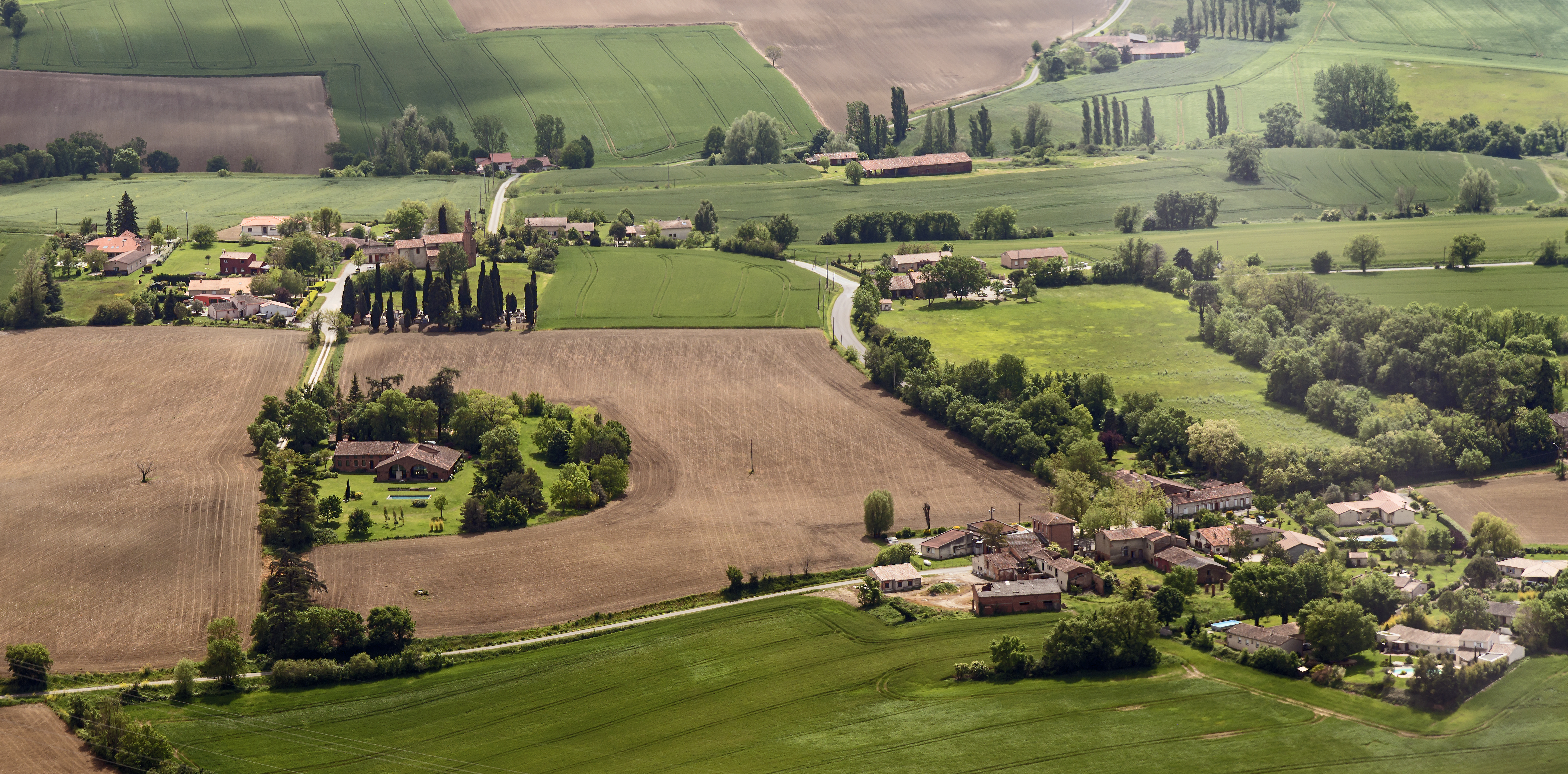
Saint Anatoly de Lanta
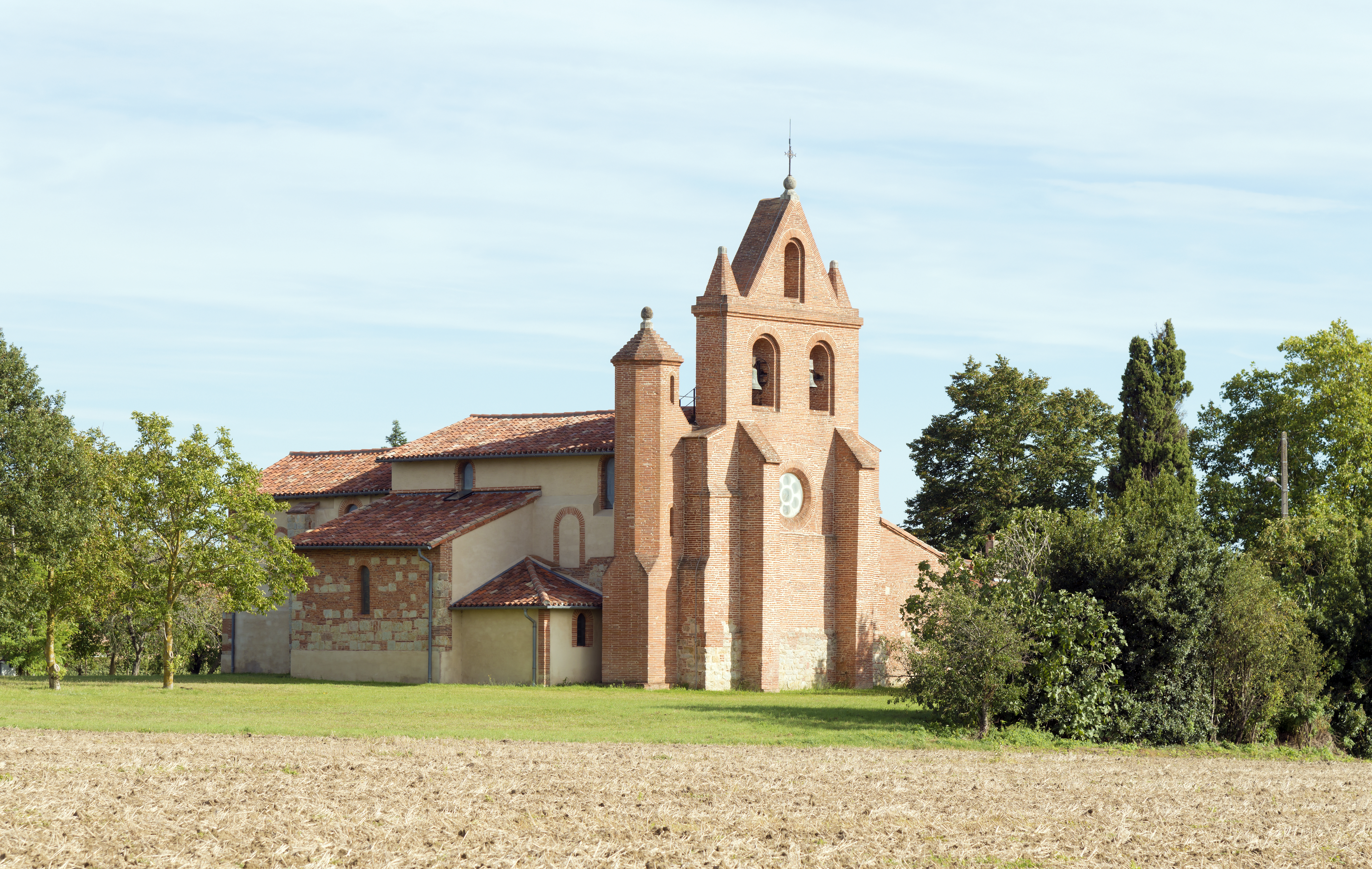
Lanta - Saint Anatoly
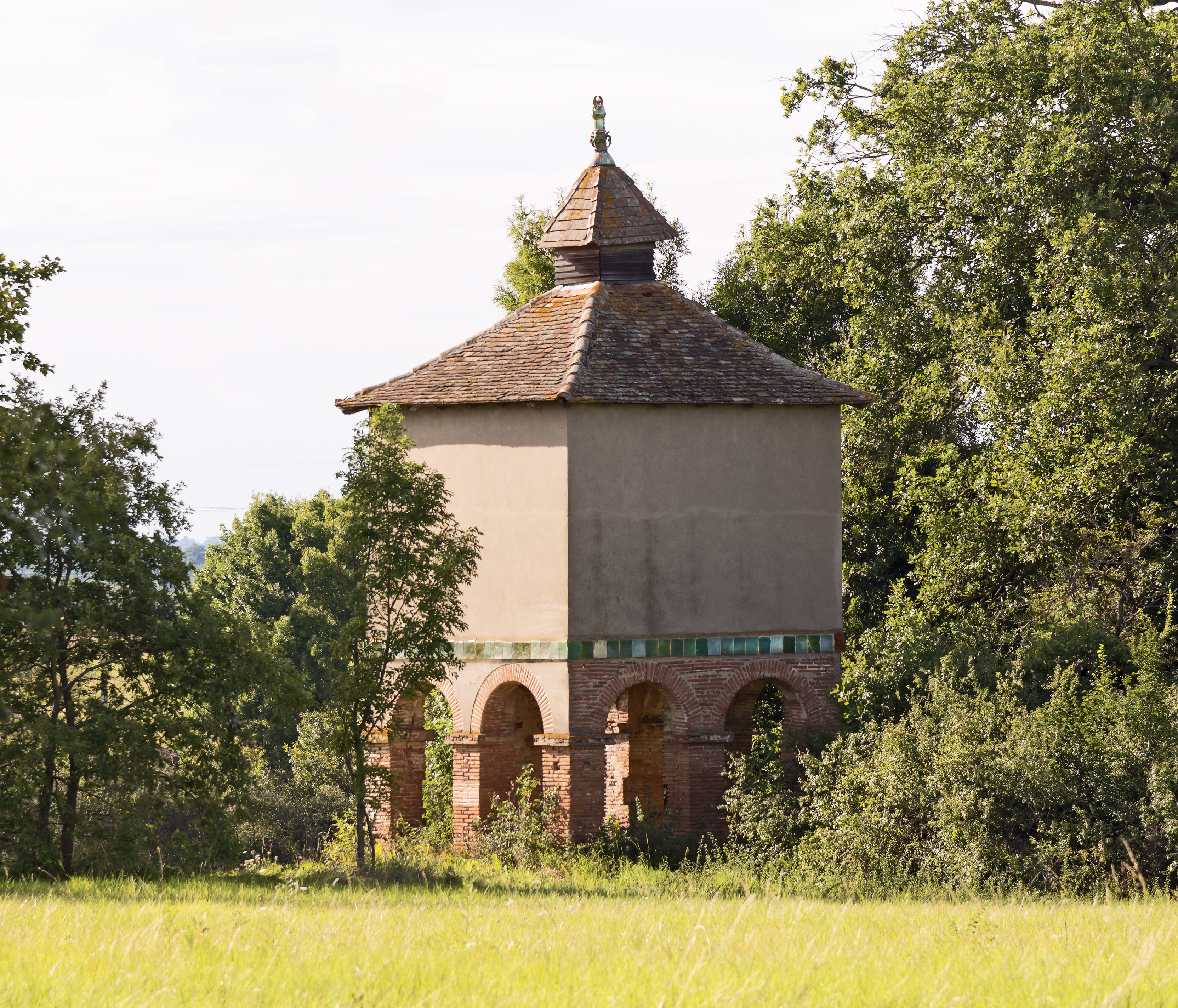
Chuồng bồ câu.